# جاك ليدوكس
جاك ليدوكس هو أمين الأرشيف ومؤرخ بلجيكي، ولد في 1921 في وارسو في بولندا، وتوفي في 6 يونيو 1988 في بروكسل في بلجيكا.

## وصلات خارجية
- جاك ليدوكس على موقع IMDb (الإنجليزية)
- جاك ليدوكس على موقع ألو سيني (الفرنسية)
- جاك ليدوكس على موقع أول موفي (الإنجليزية)
- جاك ليدوكس على موقع قاعدة بيانات الأفلام السويدية (السويدية)
- جاك ليدوكس على موقع قاعدة بيانات الفيلم (الإنجليزية)
- جاك ليدوكس على موقع كينوبويسك (الروسية)